# Савез књижевника Југославије
Савез књижевника Југославије (словен. Zveza književnikov Jugoslavije, мкд. Сојузот на писателите на Југославија) је била кровна организација 6 конститутивних републичких удружења писаца у Социјалистичкој Федеративној Републици Југославији. Удружење је координирало сарадњу између својих чланица. Од 1965. године, Удружење је трансформисано у координационо тело тадашњих чланова; Удружење књижевника Босне и Херцеговине, Удружење књижевника Црне Горе, Друштво књижевника Хрватске, Удружење књижевника Србије, Удружење књижевника Македоније и Друштво књижевника Словеније. Иво Андрић је једногласно изабран за првог председника Удружења 1946. године.
Са децентрализацијом и конфедерализацијом саме Југославије, што је илустровано у југословенском Уставу из 1974. године, значај савезне асоцијације је од 1970-их па надаље постао све мање истакнут, а републичко удружење је заузело централније место у књижевном животу земље.
После последњег Конгреса 1985. године у Новом Саду, удружење је постало једна од првих савезних институција која је доживела парализујуће претресе који су довели до ефективног и никада формално проглашеног распуштања 1990. Криза се продубила већ 1986. године када је републички огранак Србије предложио Миодрага Булатовића за новог председника ротирајућег Председништва удружења у које је тада требало да буде изабран српски кандидат. Овог кандидата одбили су словеначки, косовски, црногорски и хрватски огранци чији су делегати тврдили да је кандидат непријатељски настројен према другим југословенским народима.

## Историја
Након Тито-Стаљиновог раскола 1948. у југословенској књижевности развио се повећан плуралитет говором Мирослава Крлеже на Трећем конгресу Удружења у Љубљани 1952. године, који је оличење уметничког дистанцирања од раније промовисаног социјалистичког реализма.
Удружење је 1956. године послало Петра Губерину као представника југословенског посматрача на Конгрес црних писаца и уметника у Паризу, који је присуствовао и другом конгресу у Риму 1959. године.
Удружење је 1958. године предложило југословенског аутора Иву Андрића за свог првог кандидата за Нобелову награду за књижевност, коју ће добити 1961.
Удружење је 1966. године прекинуло све формалне односе са Савезом књижевника Бугарске након што су бугарски партнери одбили да потпишу документ на македонском језику. Односи нису поново успостављени до краја постојања Асоцијације јер је југословенска страна инсистирала да сви споразуми буду потписани на бугарском и македонском језику.

## Конгреси
- 1. конгрес, Београд, НР Србија (17-19. новембар 1946)[9][10]

Догађај је одржан у згради Задужбине Илије М. Коларца уз присуство 40 делегата из Србије, 40 из Хрватске, 25 из Словеније, 9 из Босне и Херцеговине, 6 из АП Војводине, 6 из Македоније и 3 из Црне Горе, као и гости из амбасаде Француске, Пољске, Чехословачке, Албаније, Бугарске, Румуније и Мађарске са делегатима писаца из тих земаља, као и из Пољске и СССР. Међу делегатима су били и представници мањинских заједница Мађара, Румуна и Словака. За председника Удружења изабран је Иво Андрић, а за почасног председника Удружења Владимир Назор.
- 2. конгрес, Загреб, НР Хрватска (26-29. децембар 1949.)[9]

Догађај је одржан у згради Хрватског глазбеног завода. Догађај је коришћен као платформа за представљање југословенске књижевне продукције и промоције књижевности и међујугословенске размене од 1946. године
- 3. конгрес, Љубљана, НР Словенија (1952)[5]
- 4. конгрес, Охрид, НР Македонија (15-17. септембар 1955)[13]
- 5. конгрес, Београд, НР Србија (25-28. новембар 1958)[13]
- 6. конгрес, Сарајево, НР Босна и Херцеговина (16-18. септембар 1961.)[13]
- 7. конгрес, Титоград, НР Црна Гора (24-26. септембар 1964)[13]

Догађај су обележила четири конкурентна предлога за суштинску статутарну реформу удружења без заједничког договора да се било који од њих прихвати у потпуности. Први предлог републичког огранка Србије изнет је 20. маја 1964. којим се препоручује увођење сталног извршног секретаријата и обавезна ротација у руководству међу републичким огранцима. Хрватски предлог је предложио да се седиште удружења мења сваке три године уместо сталне локације у Београду и прихватио идеју о ротацији руководства заједно са ротацијом седишта. Словеначки предлог је препоручио да, пошто је организација формално почела да функционише као координација, њена тела буду састављена од делегираних чланова републичких огранака уместо изабраних независних представника или секретаријата. Последњи предлог изнео је Добрица Ћосић са независном групом писаца у којој су били Антоније Исаковић, Оскар Давичо, Александар Тишма и други који су препоручили увођење новог типа организације упоредо са територијалним принципом у коме би писци сарађивали на нивоу Југославије на основу својих специфичних интересовања и афинитета. Конгрес је одлучио да све предлоге узме на даљу анализу.
- Ванредни конгрес, Београд, СР Србија (21-22. децембар 1965)[15]
- 8. конгрес, Београд, СР Србија (2—4. октобар 1975)[16]
- 9. конгрес, Нови Сад, САП Војводина, СР Србија (15—20. април 1985.)[17]
- 10. конгрес, Врњачка Бања, СР Србија (9—11. јануар 1990, ОТКАЗАН пошто су словеначки, хрватски, косовски и македонски огранци одбили да присуствују)[18]

## Председници
- Иво Андрић (1946-1952) [19][20]
- Јосип Видмар 1952-1958) [2]
- Мирослав Крлежа (1958-1961) [2]
- Блаже Конески (1961-1964) [2]
- Меша Селимовић (1964-1965) [2]
- Матеј Бор (1965—1968) [21]
- Ацо Шопов (1968-1970)
- Иво Франгеш (1970-1972) [22]
- Мира Алечковић (1972-1975)
- Густав Крклец (1975-1977) [23]
  - Томислав Кетиг (1975-1978) [24]
- Ото Толнаи (1990, последњи председник)[25][26]